# Rockband
Eine Rockband ist eine Musikergruppe, die vor allem Rockmusik spielt.

## Entstehungsgeschichte
Ab etwa 1964 entwickelte sich die Rockmusik aus der Beatmusik. Werner Faulstich bezeichnete 1978 die Jahre zwischen 1964 und 1968 als Höhepunkt der Rockmusik, textlich ebenso wie musikalisch ungleich komplexer und anspruchsvoller als die Beatmusik.
Der Begriff Rockband kam erst mit dem Beginn der Rockmusik auf. Mit der Transformation des Rock ’n’ Roll zu einem härteren, elektrischeren Sound, der sich zugleich weiter vom Blues entfernte, kamen ab etwa 1964 die ersten Rockbands auf. Pioniere dieser Musik waren The Byrds (ab 1964), The Doors (ab 1965), Grateful Dead (ab 1965), Jefferson Airplane (ab 1965) und Steppenwolf (ab 1967) sowie (ab etwa 1966) auch The Beatles. Psychedelische Tanzschuppen kamen dem Billboard zufolge ab 1966 erstmals in San Francisco auf und verbreiteten sich auf andere Städte.
Als sich die Rockmusik in verschiedene Musikstile differenzierte, wurden ab 1968 den diese Musikstile präferierenden Musikgruppen entsprechende Bezeichnungen wie Hard-Rock-, Heavy-Metal-, Underground-, Funk- oder Punkband verliehen.
Die ältesten und im Jahr 2022 noch bestehenden berühmten Rockbands der Welt sind: The Rolling Stones (gegründet 1962), The Who (gegründet 1962) und The Beach Boys (gegründet 1961); Golden Earring bestand von 1961 bis 2021. 

## Besetzung
Vorbild der Rockband waren im Hinblick auf ihre Besetzung die Beatbands, allen voran die Beatles. Die klassische Rockband besteht aus Sänger, E-Gitarrist, E-Bassist und Schlagzeuger, wobei der Sänger auch eines der Instrumente, oft die Rhythmusgitarre, übernehmen kann. Häufig wird diese Grundinstrumentierung unterstützt durch Tasteninstrumente wie Keyboard, Hammond-Orgel, Mellotron und vor allem Synthesizer. Daneben können aber auch alle sonstigen Musikinstrumente, wie Bläser, Streicher, folkloristische Schlag-, Saiten- und Blasinstrumente, elektronische und Percussions-Instrumente, zum Einsatz kommen. Eine oder mehrere Hauptstimmen werden häufig durch Backing Vocals oder Chor unterstützt.

## Powertrio
Nach der Definition für eine Band besteht auch die Rockband zumeist aus mindestens vier Personen. Der Begriff Powertrio hingegen bezeichnet eine Rockband in der Besetzung von lediglich drei Mitgliedern, bestehend meist aus Gitarre, Bass und Schlagzeug. Diese Besetzung wurde erst in den späten 1960er Jahren möglich, als die Verstärker leistungsfähig genug geworden waren, um auf eine zweite Gitarre verzichten zu können. In der Regel ist der Gitarrist oder Bassist zugleich Lead-Sänger, die anderen Musiker singen häufig die Backing Vocals. Berühmte Beispiele sind 
- Cream
- The Jimi Hendrix Experience
- Motörhead
- The Police
- Die Ärzte
- Green Day
- Nirvana
- Rush

Eine Rockgruppe aus nur zwei Künstlern wird als Rock-Duo bezeichnet. Ein Beispiel ist das Duo The White Stripes.